# فرجة (جغرافية)

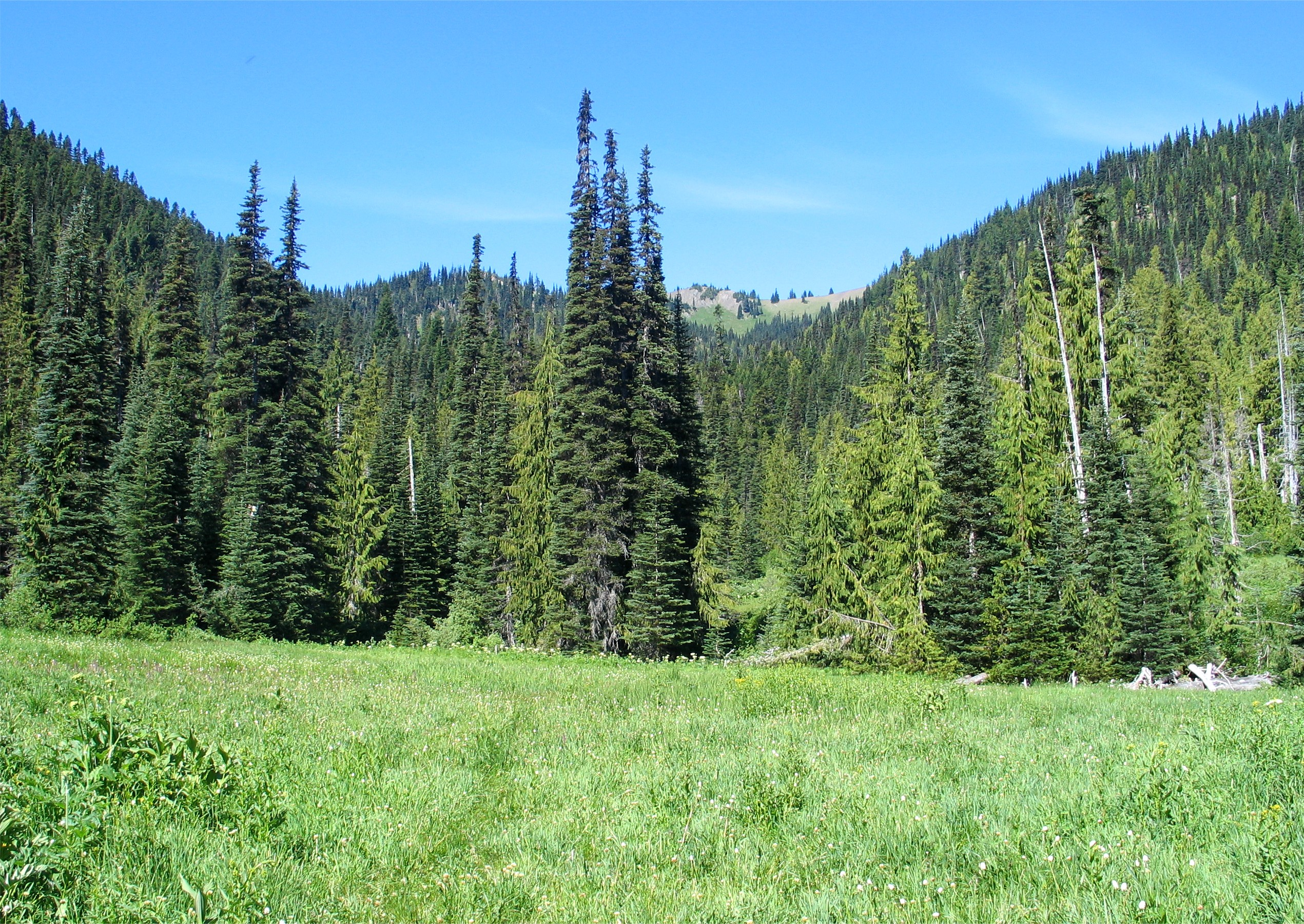
فرجة في غابة جبلية في الجبال الأولمبية

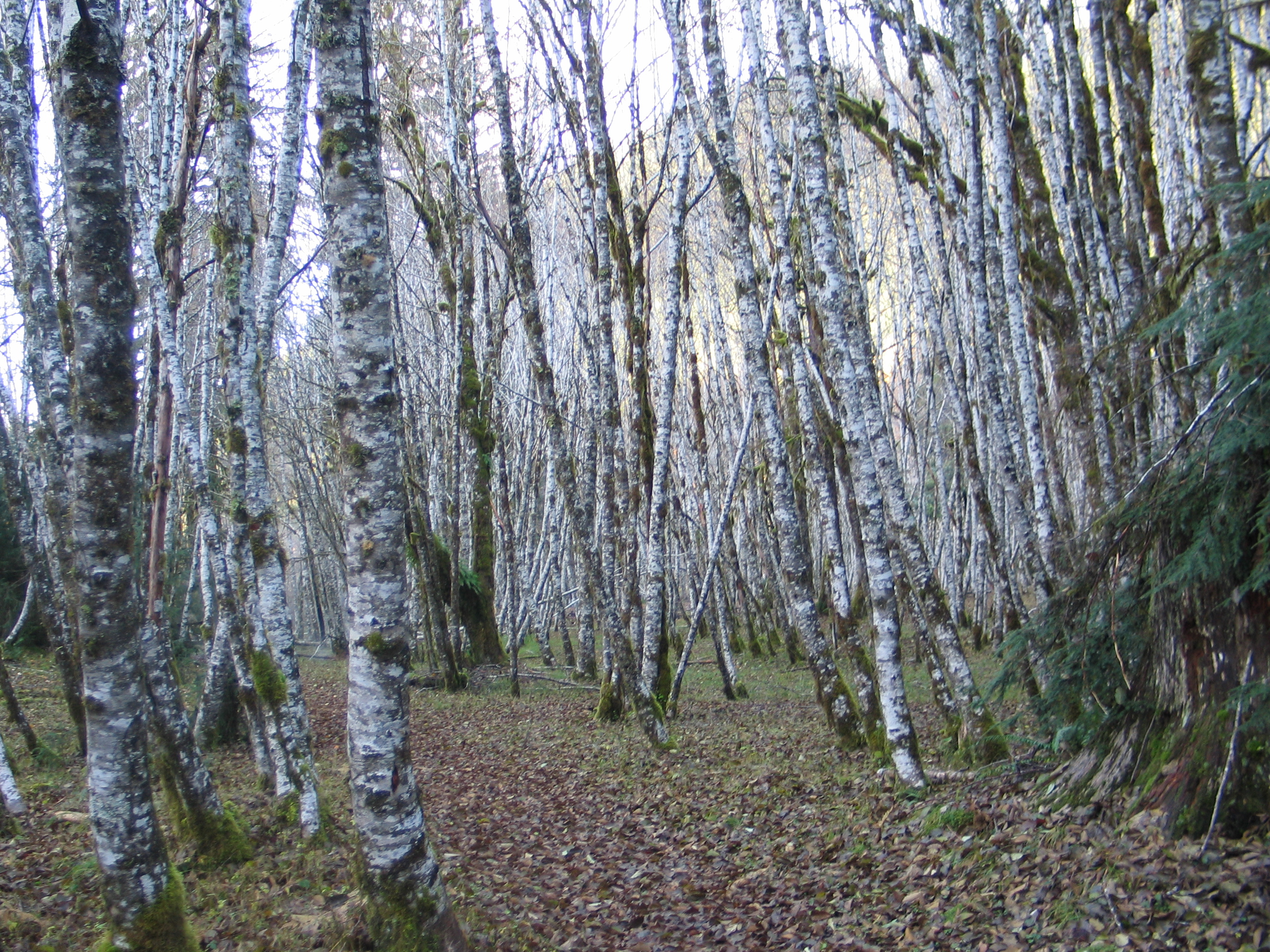
فرجة بين أشجار النغت على طول نهر إِلوَة في شبه جزيرة أولمبيك

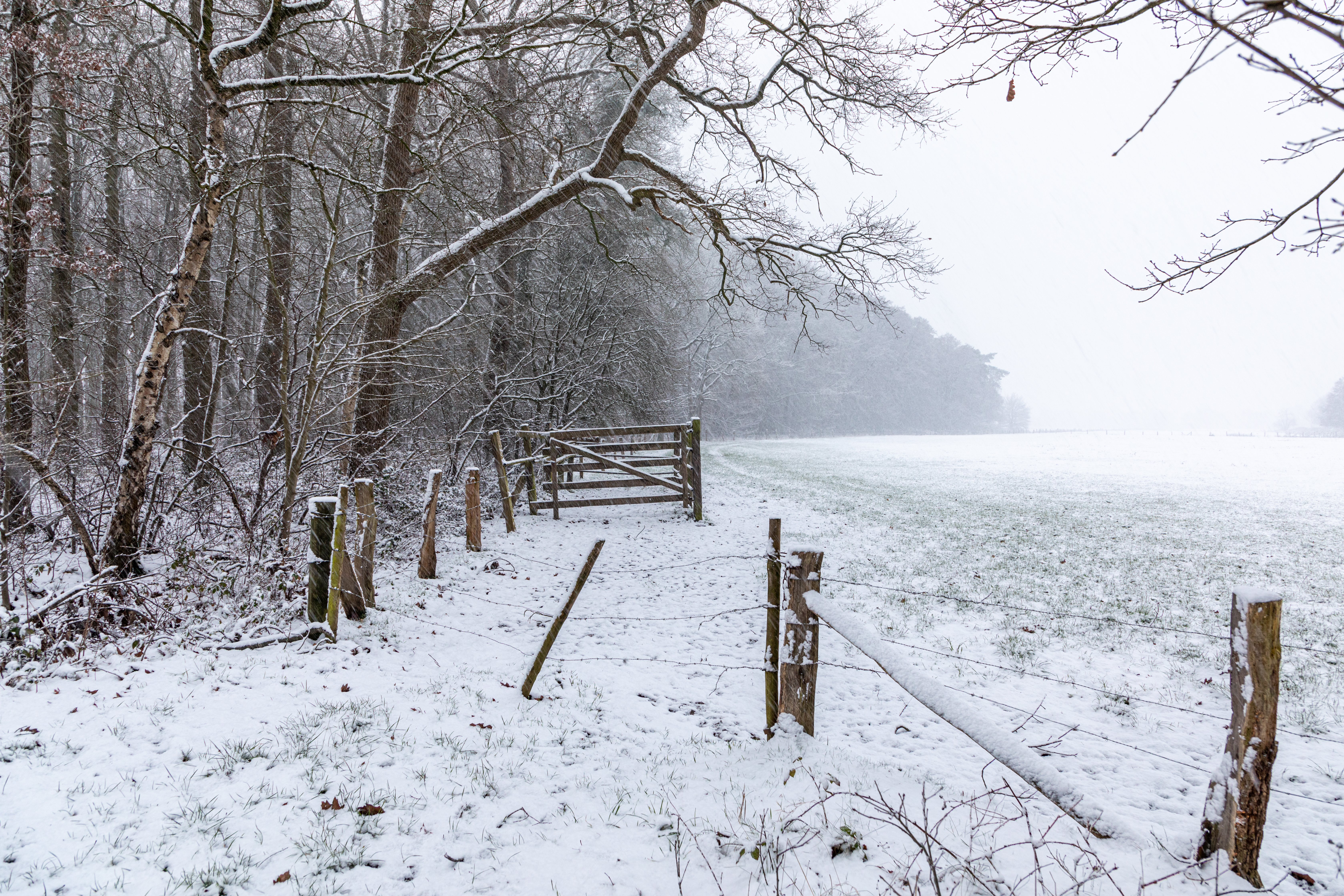
فرجة من صنع الإنسان في، دُلْمِن، شمال الراين وستفاليا، ألمانيا

الفُرْجَة أو الفُرجة الغابية أو الحَثَمَة هي بقعة جرداء مفتوحة في غابة. غالبًا ما تكون مروجاً عشبية تحت مظلة الأشجار النفصية. وهي فتحات في غابات أدت الظروف المحلية فيها مثل الانهيارات الجليدية أو التربة الفقيرة أو أضرار الحرائق إلى أراض فضاء دائمة، وهي ذات أهمية للحيوانات العاشبة، مثل الغزلان والإلكات للإعتلاف فيها.